# Mecanismo de movimiento rectilíneo

Mecanismo de Roberts.
Las barras de igual color tienen igual longitud.

Mecanismo de Sarrus.
Las partes de igual color tienen igual longitud.

Inversor de Peaucellier-Lipkin
Las barras de igual color tienen igual longitud.

Un mecanismo de movimiento rectilíneo es un mecanismo que produce una línea recta perfecta o aproximada. El primer mecanismo conocido para producir movimiento en línea recta fue una aproximación, descrita en 1784 por James Watt.
Se utilizan en una variedad de aplicaciones, como motores, suspensiones de vehículos, robots andantes y ruedas móviles.

## Historia
A finales del siglo XVII, antes del desarrollo de limadoras y fresadoras, era extremadamente difícil disponer de máquinas capaces de tratar directamente superficies planas. Por esta razón, no era posible mecanizar juntas de deslizamiento eficientes. En consecuencia, en aquella época se dedicaron grandes esfuerzos a la consecución de mecanismos capaces de transformar el movimiento de rotación en un movimiento rectilíneo. Probablemente, el mejor resultado de esta época fue el mecanismo de Watt, concebido para guiar el pistón de los primeros motores de vapor. A pesar de que no genera una línea recta exacta, consigue una aproximación suficientemente buena sobre una distancia de desplazamiento considerable.

## Mecanismos de movimiento rectilíneo aproximado
En una primera etapa, estos mecanismos eran capaces de aproximar el movimiento rectilíneo:
- Mecanismo de Watt (1784)
- Mecanismo de movimiento paralelo de Watt (1784)
- Mecanismo de Evans / Mecanismo de Saltamontes (1801)
- Mecanismo de Chebyshov
- Mecanismo Lambda de Chebyshov (1878)
- Mecanismo de Roberts
- Mecanismo de "Cabeza de Caballo"
- Mecanismo de Hoecken (1926)

## Mecanismos de movimiento rectilíneo exacto
Posteriormente, se idearon mecanismos capaces de generar un movimiento rectilíneo exacto:
- Mecanismo de Sarrus (1853)
- Inversor de Peaucellier-Lipkin (1864)
- Inversors de Hart (1874 ~ 1875)
- Inversor de Perrolatz
- Inversors de Kempe / Inversors Dos Cometas (1875)
- Inversor de Bricard
- Inversor Cuadruplanar

El Mecanismo de Scott Russell (1803) traduce el movimiento rectilíneo a través de un ángulo de 90 grados, pero no es un mecanismo de línea recta por sí mismo. El Mecanismo de Evans, un mecanismo rectilíneo aproximado, y el mecanismo de Bricard, un mecanismo rectilíneo exacto, comparten similitudes con el mecanismo de Scott Russell.

## Galería

### Mecanismos de movimiento rectilíneo aproximado
Las partes/barras de igual color tienen igual longitud.

Mecanismo de Watt
Mecanismo de movimiento paralelo de Watt
Mechanismo de Evans / Mechanismo de Saltamontes
Mecanismo de Chebyshov
Mecanismo Lambda de Chebyshov
Mecanismo Mesa de Chebyshov
Mecanismo de Roberts
Mecanismo de Hoecken

### Mecanismos de movimiento rectilíneo exacto
Las partes/barras de igual color tienen igual longitud.

Mecanismo de Sarrus (Variante de barras)
Mecanismo de Sarrus (Variente de placas)
Inversor de Peaucellier-Lipkin
Inversor de Hart 1
Inversor de Hart 2
Inversor de Perrolatz
Inversor Dos Cometas de Kempe 1
Inversor Dos Cometas de Kempe 2
Inversor Dos Cometas de Kempe 3
Mecanismo de Scott Russell (Conectado al conexión corredera)
Mecanismo de Scott Russell (Conectado al inversor de Peaucellier-Lipkin)
Inversor de Perrolatz
Inversor Cuadruplanar de Sylvester-Kempe 1
Inversor Cuadruplanar de Sylvester-Kempe 2
Inversor Cuadruplanar de Sylvester-Kempe 3
Inversor de Kumara-Kampling